# Arrondissement de Torgau

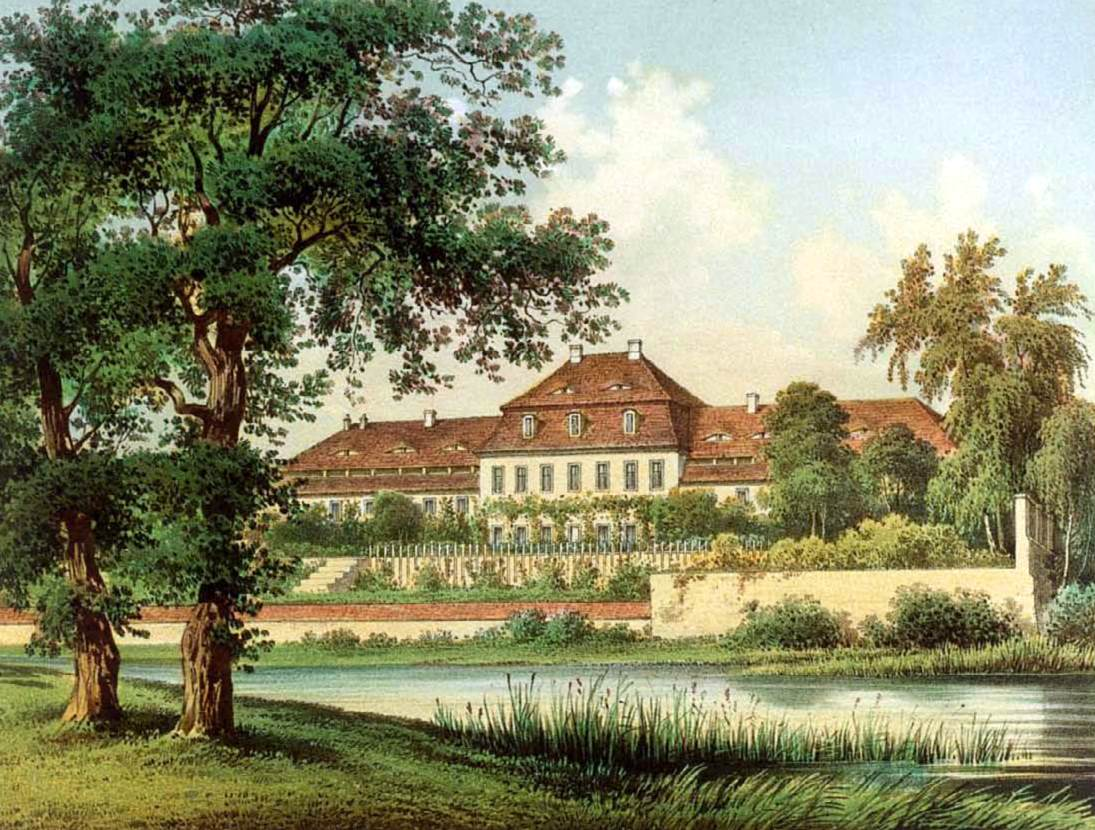
Château du district de Torgau

L'arrondissement de Torgau est un arrondissement qui existe de 1816 à 1945 dans la province prussienne de Saxe et de 1945 à 1952 dans l'état de Saxe-Anhalt de la zone d'occupation soviétique puis de la RDA.

## Histoire

### Royaume et État libre de Prusse
Le 1er octobre 1816, l'arrondissement de Torgau est créé dans le district de Mersebourg dans la province de Saxe. Le bureau de l'arrondissement est situé dans la ville de Torgau. L'arrondissement émerge essentiellement des bureaux électoraux saxons d'Annaburg (de) et de Torgau (de) ; en plus il y a de plus petites parties des bureaux de Liebenwerda (de), Mühlberg (de), Schweinitz (de) et Wurzen (de).
Le 10 août 1876, la commune de Mahlitzsch est transférée de l'arrondissement de Wittemberg (de) à l'arrondissement de Torgau.
Le 30 septembre 1929, une réforme territoriale a lieu dans l'arrondissement de Torgau conformément aux développements dans le reste de l'État libre de Prusse, dans lequel presque tous les districts de domaine jusqu'alors indépendants sont dissous et attribués aux communes voisines. Après la dissolution de la province de Saxe le 1er juillet 1944, l'arrondissement appartient à la nouvelle mais éphémère province de Halle-Mersebourg.
Au printemps 1945, l'arrondissement est occupé par l'armée américaine à l'ouest et par l'armée rouge à l'est. Des soldats des deux camps se rencontrent près de Torgau le 25 avril 1945, jour de l'Elbe, sur l'Elbe.

### Zone d'occupation soviétique/RDA
L'arrondissement de Torgau devient une partie du nouvel état de Saxe-Anhalt après la dissolution de la Prusse en 1947. Au cours des réformes administratives de 1950 et 1952, le territoire de Torgau est réorganisé :
- Les communes d'Audenhain, Gräfendorf, Falkenberg, Mockrehna, Pressel, Schöna, Strelln, Wildenhain et Wildschütz sont transférées à l'arrondissement d'Eilenburg (de) dans le district de Leipzig.
- La ville d'Annaburg et les communes d'Axien, Bethau, Groß Naundorf, Hohndorf, Labrun, Lebien, Plossig, Prettin et Purzien passent de l'arrondissement de Jessen (de) dans le district de Cottbus.
- Les communes de Beyern, Löhsten, Rehfeld et Züllsdorf sont transférées à l'arrondissement d'Herzberg (de) dans le district de Cottbus.
- Les communes d'Außig et Schirmenitz passent à l'arrondissement d'Oschatz (de) dans le district de Leipzig
- Les communes de Lößnig et Paussnitz sont transférées à l'arrondissement de Riesa (de) dans le district de Dresde.
- Les communes restantes, avec les communes de Blumberg et Stehla de l'arrondissement de Liebenwerda (de) et les communes de Dahlenberg, Proschwitz, Greudnitz et Wörblitz de l'arrondissement de Wittemberg (de), forment l'arrondissement de Torgau (de) dans le district de Leipzig.

## Constitution communale
Depuis le XIXe siècle, l'arrondissement de Torgau est divisé en villes, en communes rurales et en districts de domaine. Avec l'introduction de la loi constitutionnelle prussienne sur les communes du 15 décembre 1933 ainsi que le code communal allemand du 30 janvier 1935, le principe du leader est appliqué au niveau municipal. Une nouvelle constitution d'arrondissement n'est plus créée; Les règlements de l'arrondissement pour les provinces de Prusse-Orientale et Occidentale, de Brandebourg, de Poméranie, de Silésie et de Saxe du 19 mars 1881 restent applicables.

## Évolution de la démographie
| Année | Habitants | Source |
| ----- | --------- | ------ |
| 1816  | 33 657    | [ 2 ]  |
| 1843  | 47 343    | [ 3 ]  |
| 1871  | 55 145    | [ 4 ]  |
| 1890  | 55 218    | [ 5 ]  |
| 1900  | 56 936    | [ 5 ]  |
| 1910  | 59 399    | [ 5 ]  |
| 1925  | 58 879    | [ 5 ]  |
| 1933  | 60 706    | [ 5 ]  |
| 1939  | 63 957    | [ 5 ]  |
| 1946  | 85 052    | [ 6 ]  |

## Administrateurs de l'arrondissement
- 1825–1827 Wilhelm von Rappard (de)
- 1841/42–1872 Max von Seydewitz (de)
- 1872–1880 Ludwig Curt von Ponickau (de)
- 1881–1893 Georg Wilhelm Wiesand (de)
- 1893–1919 Wilhelm Wiesand (de)
- 1919–1921 Günther Gereke (DNVP)
- 1921/22–1925 Arthur Drews (de)
- 1925–1933 Julius Wehr (de)
- 1933–1934 Wilhelm Jung (de)
- 1934–1938 Werner Oberst (de)
- 1939–1945 Hartmann Sommerlatte (de)

## Villes et communes
Dans les années 1930, l'arrondissement de Torgau comprend les villes et communes suivantes : 
| - Ammelgoßwitz - Annaburg, ville depuis 1939 - Arzberg - Außig - Axien - Beckwitz - Beilrode - Belgern, ville - Bennewitz - Bethau - Beyern - Bockwitz - Dautzschen - Döbeltitz - Döbern - Döbrichau - Döhlen - Dommitzsch, ville - Drebligar - Elsnig - Falkenberg - Graditz - Gräfendorf - Groß Naundorf | - Großtreben - Großwig - Hintersee - Hohndorf - Kähnitzsch - Kathewitz - Kaucklitz - Kaisa - Klitzschen - Kobershain - Köllitsch - Kranichau - Kreischau - Labrun - Langenreichenbach - Lausa - Lebien - Lichtenburg - Liebersee - Löhsten - Lößnig - Loßwig - Mahitzschen - Mahlitzsch | - Mehderitzsch - Melpitz - Mockrehna - Mockritz - Neiden - Neußen - Nichtewitz - Niederaudenhain - Oberaudenhain - Oelzschau - Paußnitz - Plossig - Polbitz - Pressel - Prettin, ville - Probsthain - Purzien - Rehfeld - Roitzsch - Rosenfeld - Schildau, ville - Schilderhain - Schirmenitz - Schöna | - Seydewitz - Sitzenroda - Staritz - Staupitz - Strelln - Süptitz - Taura - Torgau, ville - Triestewitz - Trossin - Weidenhain - Welsau - Werdau - Weßnig - Wildenhain - Wildschütz - Wohlau - Zeckritz - Zinna - Zschackau - Züllsdorf - Zwethau |

L'arrondissement comprend également les deux districts de domaine non constitués en commune d'Annaburger Heide (de) et de Dübener Heide (de).

## Changements de nom
La commune de Cöllitzsch est rebaptisée Köllitsch en 1937.